# مسئله هاله تیزه‌ای
مسئله هاله تیزه‌ای که با نام مسئله تیزه-مرکز نیز شناخته می‌شود، برآمده از شبیه‌سازی‌هایی است که پیشنهاد می‌دهند ماده تاریک سرد در چگال‌ترین نواحی جهان توزیع‌های تیزه‌ای دارد - یعنی به سرعت در یک نقطه مرکزی به میزان بالایی می‌رسد-.
این بدین معنی است که مثلاً در مرکز کهکشان راه شیری میزان بیشتری ماده تاریک یافت می‌شود تا در سایر نقاط آن. اما به نظر می‌رسد که در مراکز این کهکشان‌ها هیچ توزیع تیزه‌ای از ماده تاریک یافت نمی‌شود.